# Історія освоєння мінеральних ресурсів Румунії

## Палеоліт
Вже в палеоліті на території сучасної Румунії виготовляли знаряддя праці і зброю з кременя, обсидіану, яшми, кварцу, кварцитів, а також прикраси з агату і бурштину. У неоліті — енеоліт і (VI–III тис. до н. е.) з'являються перші мідні знаряддя, перші золоті прикраси з розсипного золота, видобутого з річкових алювіальних відкладів у Трансільванії.

## Епоха бронзи
У II тис. до н. е. вівся видобуток окисненої і сульфідної мідної руди в Трансільванії, Банаті, Олтенії і Добруджі. Дослідниками тут відкрито понад 500 древніх виробок, в яких знайдені шахтарські молотки, а в районах цих розробок — сліди плавильних печей, кам'яні і глиняні форми для лиття, склади бронзових виробів, що свідчить про високий рівень видобутку мідних руд і їх металургійний переділ в той час. Вироблялися як олов'яні бронзи, так і сплави з арсеном, стибієм, свинцем; отриманий метал йшов на виготовлення знарядь праці і зброю.
Розвивався також видобуток золота і срібла, особливо в горах Апусені і в області Бая-Маре. Руду добували як з поверхні, так і підземним способом; видобували також бурштин, сіль, будівельний камінь.

## Епоха заліза
В I-му тис. до н. е. починається видобуток і обробка залізних руд. Фракійські племена (зокрема даки) добували руду в місцевостях біля сучасних Куджіре, Сєбєшєлє, Геларе, Телюке, Вецеле, Синкреені, Харгіте. Плавильні печі споруджували поблизу шахт (виявлені в Трансільванії, Олтенії, Добруджі). Із заліза виготовляли мотики, коси, кирки і ручні млини. Розцвітає мистецтво майстрів золотих і срібних справ; руду отримували з корінних родовищ (Бая-де-Арьєш, Рошія-Монтане) і з алювіальних розсипів.

## Античні часи
Після завоювання римлянами в 106 р земель даків (на північ від Дунаю до Карпат) гірнича справа дістає новий поштовх розвитку. Римляни будують нові шахти (в районах Кепушул — Клуж, Беїшоара — гори Апусені, Берзовія — Банат), розвивають вже діючі (Гелар, Телюк), а також розвивають місцеву металургію. Особлива увага приділялася золотим розробкам. Добували золото з розсипів по долинах річок Арьєш, Муреш, Крішу-Алб, Жіу, Олт, Сараш, Нера, розробляли також корінні родовища в Банате (Саска-Монтане, Молдова-Ноуе) і в області Бая-Маре (Фіріза, Валя-Боркутулуй, Валя-Рошіє), де діяв монетний двір.
Для розкриття родовищ проходили так звані «канікули» — штольні висотою 1,5–1,8 м і шириною 0,6–0,65 м, а від них під різними кутами виймальні виробки. Для вентиляції використовувалися штреки, пройдені паралельно виймальним виробкам. Воду з шахт видаляли відрами, цебрами і шкіряними бурдюками, іноді — за допомогою гідравлічних коліс, чи «архімедовими ґвинтами». Для освітлення використовували спеціальні світильники. Видобуту руду розмелювали в ручних млинах і ступах, а для виділення золота застосовували амальґамування.
Крім золота римляни добували свинцеві руди в горах Металіфері, Роднє, Саське, Догнече, руди міді — в Молдова-Ноуе, кіновар — в Ізвору-Ампоюлуй. Розвиток гірничої справи в Дакії продовжувався аж до IV ст. Пізніше наступає період її занепаду — в країні добували лише залізну і мідну руди для виготовлення сільськогосподарських знарядь, а також сіль.

## X — XVIII ст.
З X ст. гірничий промисел знову висувається в число основних. Поширюється видобуток залізних руд в горах Пояна-Руске, в Трансільванії і області Баната, а також південніше і східніше Карпат, в Добруджі. У XIV ст. мідні руди добувалися в Трансільванії й Олтенії (Братілов). В ці часи добували також озокерит, бурштин, ртуть, сірку, селітру (для пороху). Значних масштабів в Х–XIV ст. сягав видобуток солі в Трансільванії, на який розповсюджувалася королівська монополія, передана лицарям Тевтонського ордену. Гірничі розробки практично припиняються після захвату країни турками в другій половині XVI ст.
Є свідоцтва того, що бітум добували на території Румунії ще на початку нашої ери. Перші письмові свідчення про розробку нафтових родовищ датуються 1440 р. (Лукечешті в Молдові), а асфальту і мазуту — в 1517 р. (долина Прахови). В ґрунтовній праці Д. Кантемира «Deskriptio Moldaviae» (1716 р.) згадується, що недалеко від Мойнешті накопичені джерела «мінеральної смоли», змішаної з водою. У 1821 р. в Мосоарелє, біля Тиргу-Окна, була пройдена перша в Румунії нафтова свердловина. У Пекуреці добувалося щорічно 225 т мазуту, деякі колодязі давали щодня 15–80 кг сировини (1837 р.).

## XIX ст.
Поклади вугілля починають розробляти з XVIII ст. Перші шахти були побудовані в Доманє (1711 р.), Сєку, Анінє (1788 р.). У XIX ст. вугільні шахти діяли також в зоні Бараолт і в Брашовє (з 1839 р.), а також в місцевостях, які прилягають до Карпат. У 1838 р. в Златне з'являється перша парова підіймальна машина потужністю 14 к. с. У 1843 р. викопне вугілля уперше застосовують для плавлення залізняку в Говеждії.
Помітний розвиток гірнича промисловість країни отримала з 2-й половині XIX ст. Почато розробку родовища марганцевої руди в зоні Якобені — Ватра-Дорней. Поновлюється і зростає видобуток дорогоцінних металів в Трансільванії, руд кольорових металів в Банате, Марамуреше і Белане, а також в Алтин-Тепе. Добуваються також гіпс, бурштин, слюда, діатоміт, арагоніт, тальк, бентоніт, вогнетривка глина. Валя-Жіулуй стає важливим вугільним басейном Австро-Угорської імперії. У 1857 р. почав працювати перший нафтоперегінний завод в Рифове-Плоєшті. Світова економічна криза 1929—1933 років привела до різкого падіння промислового виробництва, але добувна промисловість поновлює своє зростання у 2-й половині 30-х років. У 1938 р. видобуток вугілля досягає 2826 тис. т, залізної руди 139 тис. т, руд кольорових металів 137 тис. т, мідної руди — 11 тис. т, золото-срібних руд — 569 тис. т, солі — 368 тис. т. Друга світова війна призупинила розвиток гірництва — рівень видобутку в 1945 р. становив 70 % від 1938 р. Надалі у XX ст. у видобутку корисних копалин бере активну участь західний капітал, що забезпечило сталий розвиток гірничих галузей.
Сталий розвиток нафтовидобутку спостерігався в Румунії вже на початку XIX ст. 1821 р. у Мосоарелі (поблизу Тиргу-Окна) була пробурена перша нафтова свердловина (проте, місце її розташування не було вдалим і не виправдало витрат). Основний район первинного румунського нафтовидобутку зосередився в Пекуреці, де в 1830-х роках щорічно видобували до 225 т мазуту (кожен колодязь давав щодоби від 15 до 80 кг сировини).
У 1857 році в місті Плоешть, в 60 км на північ від Бухареста, був побудований перший в світі нафтопереробний завод. У тому ж році в Румунії було  офіційно зареєстровано промисловий видобуток нафти — 275 тонн.

## XX ст.
Станом на початок XX ст. в Румунії є значні запаси нафти, природного газу, бурого вугілля, руд свинцю, цинку, міді і золота, срібла, бокситів, манганової руди, сірки, є також калійні солі, гіпс і інш. Серед країн ЄС Румунія займає за запасами бурого вугілля 10-е, діатоміту — 11-е місце. У структурі добувної промисловості основне місце займає видобуток нафти і вугілля, руд чорних і кольорових металів, сировини для хімічної промисловості, а також будматеріалів. Румунія експортує продукти нафтопереробної та нафтохімічної галузі, манган, алюміній, сіль, барит, крейду, слюду, мінеральні добрива, цемент; імпортує нафту, кам'яне вугілля, залізняк, кокс, кольорові метали, азбест. Частка гірничої промисловості у ВВП становить 2,4 % (на 1998-99 рр.). В ній зайнято 169000 чол.
Підготовку гірничих інженерів та геологів в сьогоднішній Румунії здійснюють в університетах міст Ясси (1860 р.) і Бухарест (1864 р.), а також в Гірничому інституті в Петрошані та в Інституті нафти і газу в Плоєшті.